# شوبولا
شوبولا Šubula، إله من بلاد ما بين النهرين، تشير المصادر ارتباطه بالعالم السفلي، يظهر في كثير منها مع الإله نيرغال، وإيشوم، ولاس، وغيرهم من الآلهة ذات طابع مشابه. كان شوبولا يعبد في مستوطنات صغيرة مثل صور-شوبولا ولاغابا، الواقعة على الأرجح بالقرب من كوثا، وكذلك في سوسه وأوروك.

## سماته
يعتبر شوبولا إلهًا ثانويًا. يفترض أن الاسم مرتبط اشتقاقيًا بالكلمة الأكدية ābalu(m).بمعنى (الجفاف) أو (يكون جافًا). هناك اقتراح أقل احتمالًا مستمد من wābalu(m)، بمعنى (يحمل). وهو على الأرجح مرتبط بالعالم السفلي. في المصادر المعروفة، غالبًا ما يتم ذكره إلى جانب آلهة العالم السفلي الآخرين. في قائمة القرابين من بوزريش-داجان من فترة سلالة أور الثالثة المتعلقة بطقوس كوثا، يظهر إلى جانب تادموستوم، ولاس، وميسلامتا-إيا.على كودورو (حجر الحدود) لمردوك-أبلا-إيدينا الأول (منحة الأرض لكودورو مونابيتو)، يظهر إلى جانب نيرغال، وزوجته لاس، وشار-صرباتي، والزوجين لوغال-إيرا وميسلامتا-إيا، وماميتوم.هذا هو نقش الكودورو الوحيد المعروف الذي يذكر شوبولا، ويظهر في المرتبة الثالثة والثلاثين بين الآلهة المدعوين. في شوروبو، يعرض إلى جانب نيرغال، وإيشوم، وشار-صرباتي (بيل-صاربي).أما في قائمة آلهة نيبور، يعرض شوبولا بعد نيرغال وماميتوم.

## ارتباطاته مع آلهة أخرى
يفترض العديد من الباحثين أن شوبولا كان ابن نيرغال. ومن بين مؤيدي هذا التفسير أندرو ر. جورج، فرانس ويجيرمان وجوليا كرول. حدث جدال حول هذا الإنتماء بأن مثل هذا الارتباط يمكن أن يكون انعكاسًا لموقع مركز عبادته، صور-شوبولا، في جوار مدينة نيرغال، كوثا.من وجهة نظر أخرى، وكما أشار جيريمياه بيترسون، ليس من الواضح ما إذا كانت قائمة الآلهة آن = أنوم، التي عادة ما تستخدم لدعم هذه النظرية، تعترف به ابنا لنيرغال، حيث أن القسم المقابل يحتوي على فجوة. هناك استعادة محتملة أخرى قد تجعله ابن إيشوم. يظهر هذان الآلهان معًا بشكل شائع جدًا في المصادر المعروفة، لكن طبيعة الارتباط بينهما ليست مؤكدة. في نص واحد، يُطلق على إيشوم وشوبولا آلهة دجلة والفرات.
وفقًا لقائمة الآلهة آن = أنوم، تكون تادموستوم زوجة شوبولا، والتي كانت أيضًا أحد آلهة العالم السفلي.
في قائمة معجمية ثنائية اللغة أكدية-أمورية مؤرخة إلى الفترة البابلية القديمة،كان نظير شوبولا الأموري هو غالامو (ḫa-la-mu)، الذي يُفترض أن اسمه مشتق من الكلمة الأوغاريتية ġlm، التي تعني حرفيًا (الولد، أو الشاب)، ولكن  كصفة أيضًا بشكل مجازي تعني (النبيل). يُفترض أن هذا الشكل كان إلهًا ثانويًا في البانثيون الأموري. تم استبعاد الارتباط مع هالمُو وهالامو (Ḫalmu and Ḫalamu)، وهما زوج من الآلهة البدائية السلفية الموثقة بشكل قليل والمعرّوفة من القائمة المعجمية ديري من نيبور البابلية القديمة.

## عبادته
في معجم الآشوريات وآثار الشرق الأدنى، يصف بيتر ميشالوفسكي شوبولا بأنه معروف فقط من مصادر أور الثالثة ومصادر إيسن المبكرة،ولكن المنشورات الحديثة تظهر أنه مذكور أيضًا في وثائق من فترات لاحقة. كان لا يزال يُعبد تحت حكم الإمبراطورية السلوقية في أواخر الألفية الأولى قبل الميلاد.
كانت قرية Ṣupur-Šubula، الواقعة بالقرب من كوثا،تعد مركزًا لعبادة شوبولا، و يوجد معبد مخصص له فيها. يُستدعى شوبولا محليًا في صيغ القسم إلى جانب شمش ومردوخ.ووفقًا لوثائق من أرشيف أوباروم، وهو جندي عاش في Ṣupur-Šubula في الفترة البابلية القديمة، يُستخدم المعبد كمكان لتوقيع العقود وحل النزاعات القانونية للمجتمع المحلي. هناك أيضًا أدلة على أن يُكلف المعبد بتحصيل الضرائب من السكان نيابة عن الحاكم. كما يُعبد شوبولا في لاغابا، وهي بلدة صغيرة تقع في شمال بابل معروفة فقط من سجلات حكم حمورابي وسامسو-إيلونا.يُذكر معبد شوبولا في ما يسمى بقائمة المعابد الكانونية،ولكن اسمه وموقعه مفقودان. تُذكر عيد شوبولا في وثيقة من سيبار البابلية القديمة.
عبد شوبولا في أوروك السلوقية، أي خلال مهرجان أكيتو إلى جانب نيرغال.لكنه غائب عن النصوص القانونية حتى مع ذكر عبادته، ولا توجد أسماء تستدعيه ذات الطابع اللاهوتي.كما لا يوجد دليل على أنه كان يُعبد هناك في الفترة البابلية الحديثة. تقترح جوليا كرول أن شوبولا لم يُدخل إلى مجموعة آلهة المدينة إلا في وقت متأخر وبسبب ارتباطه بنيرغال بالكامل، على غرار إيشوم والسبتي.
شوبولا مُثبت كإله عائلي في نقوش الأختام الأسطوانية.هناك إشارة واحدة إلى فرد غير معروف يُجبر مرؤوسيه على أداء القسم بشوبولا لأنه كان إله عائلته. يظهر في أسماء ذات طابع اللاهوت سواء باللغة السومرية أو الأكدية،مثل شو-شوبولا وأور-شوبولا.كان أحد الأشخاص الذين يحملون الاسم الأخير مسؤولًا رفيع المستوى خلال حكم إيشبي-إيرا من إيسن. كما أنه موجود في العقود النموذجية التي كانت تشكل جزءًا من منهج مدرسة الكتبة في نيبور البابلية القديمة.هناك أيضًا اسمان ذوا طابع اللاهوت يستدعيان شوبولا معروفان من وثائق من هذه المدينة من فترة الكيشيين.

### ذكره في نطاق غير بلاد ما بين النهرين
تشير الأسماء ذات الطابع اللاهوتي الموثقة في الوثائق الإدارية إلى أن شوبولا كان يُعبد أيضًا في سوسة في عيلام في الفترة البابلية القديمة.ومن الأمثلة المعروفة للأسماء العيلامية ذات الطابع اللاهوتي التي تستدعيه هو كوك-شوبولا.يقترح ران زادوك أنه مثل العديد من الآلهة الميسوبوتامية الأخرى التي كانت تُعبد في هذه المدينة، ربما تم إدخاله إلى هناك من مناطق ما بين النهرين (ما وراء نهر دجلة) أو مناطق الساحل.